# Моріс Ваксмахер
Моріс Ваксмахер (нар. 2.04.1926 — пом. 2.07.1994 р.) — російський перекладач, літературний критик. Народився в Москві, в родині службовців, інженера та педагога.

## Біографія
Під час війни він бувши підлітком брав участь в обороні рідного міста і в 1944 був нагороджений медаллю за оборону Москви. В 1948 закінчив Московський педагогічний інститут ім. Потьомкіна, а потім і аспірантуру цього інституту. В 1951 р. після закінчення аспірантури, захистив кандидатську дисертацію по сучасній французькій літературі. З того часу, і під час педагогічної діяльності в Москві й Читі, і потім, перейшовши на літературну роботу, він з великою цікавістю і любов'ю займався перекладами та критикою художніх творів французьких авторів.

## Переклади
В його перекладах друкувалися романи Роберта Мерля та інших письменників. Особливу любов він відчував до французької поезії. Серед поетів, чия творчість стала надбанням російського читача та російської літератури завдяки перекладам Моріса Ваксмахера, такі імена як Луї Арагон, Ален Боске.
Моріс Ваксмахер перекладав також вірші великих поетів Німеччини, Греції, Латинської Америки. Протягом довгого часу він працював заступником ректора університету французької культури. Багато років керував семінаром молодих поетів — перекладачів французької поезії . Близько 20-ти років Моріс Ваксмахер пропрацював у видавництві « Художня література», де він був старшим науковим редактором Бібліотеки наукової літератури. За свою працю він не одноразово нагороджувався пам'ятними медалями, а в 1976 був нагороджений орденом трудового червоного прапора.